# 笠原曠野
笠原 曠野（かさはら ひろの）は、日本のライトノベル作家である。

## 概要
北海道で生まれ育った。デビュー作出版時は大阪府在住。雑誌『月刊少年ブラッド』を創刊号から買っており、その中で漫画家のカトウハルアキの存在や、白鳥士郎の『らじかるエレメンツ』などの存在を知った。2005年に近畿大学文芸学部文学科日本文学専攻創作・評論コースを卒業した。2011年の第3回GA文庫大賞では作品『パンピー・ナ・ブラカマン』で奨励賞を受賞し、後に同作を『ブラパン!』と改題して、2012年に同作でデビューを果たした。近畿大学文芸学部の創作・評論コースの卒業生だったことから、2012年には近畿大学文芸学部の文学科日本文学専攻創作・評論コース設置10周年を記念したイベント「ぼくらが小説を書く理由」では、同じく卒業生の門脇大祐とともに公演を行なった。

## 作品一覧
- 『ブラパン!』シリーズ（イラスト: Nardack、GA文庫〈SBクリエイティブ〉）
  1. 2012年3月15日[6]、ISBN 978-4-7973-6839-0
  2. 2012年8月11日[7]、ISBN 978-4-7973-7029-4